# Adunații Teiului
Adunații Teiului – wieś w Rumunii, w okręgu Mehedinți, w gminie Tâmna. W 2011 roku liczyła 108 mieszkańców.